# Tommy Preston
Tommy Preston (Edimburgo, 3 de octubre de 1932 - Edimburgo, 16 de abril de 2015) fue un futbolista británico que jugaba en la demarcación de delantero.

## Biografía
Debutó como futbolista en 1953 con el Hibernian FC. Jugó en el club un total de 225 partidos de liga, y más de 300 partidos en total. Además llegó a disputar la final de la Copa de Escocia de 1958, perdiéndola tras acabar el partido contra el Clyde FC por 1-0. Además jugó la Copa de Ferias de 1961, llegando a semifinales tras perder contra la AS Roma. En 1964 dejó el club para fichar por un año por el St. Mirren FC, con el que jugó tan solo un partido. Finalmente, en 1965, se retiró.
Falleció el 16 de abril de 2015 en Edimburgo a los 82 años de edad.

## Clubes
| Club          | País    | Año         | Partidos | Goles |
| ------------- | ------- | ----------- | -------- | ----- |
| Hibernian FC  | Escocia | 1953 - 1964 | 225      | 35    |
| St. Mirren FC | Escocia | 1964 - 1965 | 1        | 0     |